# Campeonato Europeo de Halterofilia de 1948
El XXVIII Campeonato Europeo de Halterofilia se celebró en Londres (Reino Unido) entre el 9 y el 11 de agosto de 1948 bajo la organización de la Federación Europea de Halterofilia (EWF) y la Federación Británica de Halterofilia. Ese año las competiciones de halterofilia en los XIV Juegos Olímpicos sirvieron también como Campeonato Europeo.

## Medallistas
| Evento                  | Oro                                    | Plata                                | Bronce                             |
| ----------------------- | -------------------------------------- | ------------------------------------ | ---------------------------------- |
| 56 kg (9 de agosto)     | Julian Creus Reino Unido 297,5         | Marcel Thévenet Francia 280,0        | Ernő Porubszky Hungría 270,0       |
| 60 kg (9 de agosto)     | Johan Runge Dinamarca 305,0            | Max Heral Francia 300,0              | André Le Guillerm Francia 300,0    |
| 67,5 kg (10 de agosto)  | James Halliday Reino Unido 340,0       | Jørgen Fryd Petersen Dinamarca 315,0 | René Aleman Francia 315,0          |
| 75 kg (10 de agosto)    | Pierre Bouladou Francia 355,0          | William Watson Reino Unido 350,0     | Georges Firmin Francia 347,5       |
| 82,5 kg (11 de agosto)  | Gösta Magnusson · Suecia · 375,0       | Jean Debuf Francia 370,0             | Juhani Vellamo · Finlandia · 355,0 |
| +82,5 kg (11 de agosto) | Abraham Charité · Países Bajos · 412,5 | Alfred Knight Reino Unido 390,0      | Niels Petersen Dinamarca 382,5     |

1. 1 2 3  Fuerza (kg) + arrancada (kg) + dos tiempos (kg) = total olímpico (kg).

## Medallero
| Núm. | País         | Oro | Plata | Bronce | Total |
| ---- | ------------ | --- | ----- | ------ | ----- |
| 1    | Reino Unido  | 2   | 2     | 0      | 4     |
| 2    | Francia      | 1   | 3     | 3      | 7     |
| 3    | Dinamarca    | 1   | 1     | 1      | 3     |
| 4    | Países Bajos | 1   | 0     | 0      | 1     |
| 4    | Suecia       | 1   | 0     | 0      | 1     |
| 6    | Finlandia    | 0   | 0     | 1      | 1     |
| 6    | Hungría      | 0   | 0     | 1      | 1     |
|      | TOTAL        | 6   | 6     | 6      | 18    |